# Atractocerus termiticola
Atractocerus termiticola är en skalbaggsart som beskrevs av Erich Wasmann 1902. Atractocerus termiticola ingår i släktet Atractocerus och familjen varvsflugor. Inga underarter finns listade i Catalogue of Life.